# Mauprévoir

Mauprévoir este o comună în departamentul Vienne, Franța. În 2009 avea o populație de 666 de locuitori.